# Faye Kellerman
Faye Kellerman (Saint Louis, 1952) è una scrittrice statunitense, nota soprattutto per la serie di romanzi polizieschi con protagonista la coppia di detective Peter Decker & Rina Lazarus.

## Biografia
Kellerman ha ottenuto la sua prima laurea alla UCLA in Matematica nel 1974.  Quattro anni dopo ha conseguito un dottorato in chirurgia odontoiatrica. Nonostante la sua originale intenzione di praticare la professione di dentista chirurgo, in realtà non l'ha mai fatto, dedicandosi invece con successo all'attività di scrittrice di romanzi thriller.
Kellerman è ebrea ortodossa osservante, come anche suo marito, il famoso scrittore Jonathan Kellerman. I suoi romanzi spesso introducono elementi religiosi giudaici, incorporandoli nella cornice del giallo tradizionale.
I Kellerman sono la sola coppia di scrittori sposati che appaiano simultaneamente sulla lista dei bestseller del New York Times.  Hanno quattro figli e vivono a Los Angeles (California) e a Santa Fe.  Sono inoltre genitori del romanziere e drammaturgo Jesse Kellerman.

## Opere

### Serie di Peter Decker & Rina Lazarus
1. Il bagno rituale (The Ritual Bath, 1986) - edizione italiana: Cooper, 2010
2. Sacro e profano (Sacred and Profane, 1987) - Cooper, 2010
3. Miele (Milk and Honey, 1990) - Cooper, 2011
4. Kippur. Il giorno dell'espiazione (Day of Atonement, 1991) - Cooper, 2012
5. Il falso profeta  (False Prophet ,1992) - Cooper, 2013
6. Grievous Sin (1993)
7. Sanctuary (1994)
8. Justice (1995)
9. Prayers for the Dead (1996)
10. Serpent's Tooth (1997)
11. Jupiter's Bones (1999)
12. Stalker (2000)
13. The Forgotten (2001)
14. Stone Kiss (2002)
15. Street Dreams (2003)
16. The Burnt House (2007)
17. The Mercedes Coffin aka Cold Case (2008)
18. A mosca cieca (Blindman's Bluff, 2009) - HarperCollins, 2016
19. L'impiccato (Hangman, 2010) - HarperCollins, 2017
20. Gun Games (2011)
21. The Beast (2013)
22. Murder 101 (2014)
23. The Theory of Death (2015)
24. Bone Box (2017)
25. Walking Shadows (2018)
26. The Lost Boys (2021)
27. The Hunt (2022)

### Altre pubblicazioni
- The Quality of Mercy (1989)
- Moon Music (1998)
- Double Homicide (2004) - scritto insieme al marito Jonathan Kellerman
- Straight Into Darkness (2005)
- The Garden of Eden and Other Criminal Delights (2006)
- Capital Crimes (2006) - scritto insieme al marito Jonathan Kellerman
- Prism (2009) - scritto insieme alla figlia Aliza Kellerman
- Killing Season (2017)